# Lepisiota depressa
Lepisiota depressa är en myrart som först beskrevs av Santschi 1914.  Lepisiota depressa ingår i släktet Lepisiota och familjen myror. Inga underarter finns listade i Catalogue of Life.